# Solpuga massaica
Solpuga massaica är en spindeldjursart som beskrevs av Roewer 1941. Solpuga massaica ingår i släktet Solpuga och familjen Solpugidae. Inga underarter finns listade i Catalogue of Life.